# Astragalus urgutinus
Astragalus urgutinus är en ärtväxtart som beskrevs av Vladimir Ippolitovich Lipsky. Astragalus urgutinus ingår i släktet vedlar, och familjen ärtväxter. Inga underarter finns listade i Catalogue of Life.